# Karl-Axel Granlund
Karl-Axel Granlund, född 12 juli 1955, är en svensk företagare.
Karl-Axel Granlund  är sonson till Axel  Granlund, som från 1905 drev Granlunds kaffe i hörnet Norregatan Stortorget i Eslöv. Hans far Karl-Erik drev denna vidare och han själv växte också upp i Eslöv. 
Han var under 1980-talet anställd i Finans AB Nyckeln, som ägdes av Anders Wall och därefter i dotterbolaget Nyckeln Flygleasing. Han  grundade under finanskraschen på 1990-talet Indigo Aviation i Malmö, vilket övertog flygleasingverksamheterna i de konkursade Nyckeln och Finans AB Gamlestaden. Indigo Aviation noterades 1998 på Nasdaq-börsen i New York och köptes ut 1999 av ett irländskt leasingföretag.
Granlund är tillsammans med Lennart Blecher dominerande ägare i investmentföretaget Volito, i vars styrelse han är ordförande.
Han bedömdes 2015 vara en av Sveriges 156 miljardärer.